# Bickerath
Bickerath ist ein Ortsteil der Gemeinde Simmerath in der nordrhein-westfälischen Städteregion Aachen.

## Geografie
Bickerath liegt an der Straßenverbindung über Paustenbach nach Lammersdorf südlich angrenzend an das Naturschutzgebiet Oberes Kalltal mit Nebenbächen und ist damit Teil des Naturparks Hohes Venn-Eifel. Der Ort ist auf einem welligen Geländerücken und damit auf mehrheitlicht trockenen Flächen als eigenständige Siedlung entstanden. Wie eine Reihe anderer Siedlungsplätze im Monschauer Land (z. B. Alzen zu Höfen, Lauscheid zu Mützenich, Lutterbach zu Konzen, Hechelscheid zu Steckenborn usw.) ist die Siedlung später mit dem Hauptort Simmerath verschmolzen.

## Geschichte
Die ersten schriftlichen Erwähnungen fallen in die Mitte des 14. Jahrhunderts, wobei Bickerath 1334 und Simmerath 1342 belegt sind. In Bickerath existieren von Menschen geschaffene Bauwerk aus früheren Zeiten wie eine 80 Meter lange Steinreihe und eine Steinbrücke über die Kall.
Teile des Westwalls verlaufen durch Bickerath und sind dort als Wanderwege begehbar.